# Kanton Neuville-de-Poitou
Neuville-de-Poitou is een voormalig kanton van het departement Vienne in Frankrijk. Het kanton maakte deel uit van het arrondissement Poitiers. Het werd opgeheven bij decreet van 26 februari 2014 met uitwerking op 22 maart 2015.

## Gemeenten
Het kanton Neuville-de-Poitou omvatte de volgende gemeenten:
- Avanton
- Blaslay
- Chabournay
- Charrais
- Cheneché
- Cissé
- Marigny-Brizay
- Neuville-de-Poitou (hoofdplaats)
- Vendeuvre-du-Poitou
- Villiers
- Yversay